# José Mateus
José Mateus (Castelo Branco, 1963) es un arquitecto y curador de arquitectura portugués.

## Biografía
Licenciado en arquitectura por la Facultad de Arquitectura de la Universidad Técnica de Lisboa (FAUTL) en 1986, ha sido profesor invitado en el ISCTE - Instituto Universitario de Lisboa. También enseñó en la Escuela Técnica Superior de Arquitectura de la Universidad Internacional de Cataluña (ESARQ-UIC) de Barcelona y en la Escola Superior de Artes Decorativas de Lisboa (ESAD). Ha impartido conferencias en Portugal, España, Estados Unidos, Hungría, Inglaterra, Brasil, Bélgica e Italia. Además ha sido miembro de los jurados de los premios de arquitectura de la Bienal de São Paulo en 2003, Europan España 2007, ArquiFad 2011 y del comité de expertos del Premio Europeo del Espacio Público Urbano, así como curador de Portugal en la Bienal de Arquitectura de Venecia de 2010.
Junto con su hermano, Nuno Mateus, fundó en 1991 ARX Portugal Arquitectos, un estudio que ha recibido numerosos premios, menciones y nominaciones tanto nacionales como internacionales. Algunos proyectos destacados de ARX fueron mostrados en la exposición «Realidade Real» del Centro Cultural de Belém (CCB) en 1993. También participó en otras exposiciones, como  «Percurso / Útvonal - ARX Portugal» (Budapest, 2000), «Afluencia 0,1» (Fundação de Serralves, 2002) o «Nara Trienal» (1994). Es presidente del Consejo de la Trienal de Arquitectura de Lisboa y fue también director ejecutivo de la Trienal 2007 y de 2010.